# 디엠씨미디어
디엠씨미디어(DMC MEDIA)는 종합 광고마케팅 기업이다 이준희 대표가 2002년 설립한
SBS미디어 그룹사이다.
원래 이준희 대표의 개인 회사였지만 2017년 SBS가 지분을 취득하면서 최대주주에 올랐다.

## 참고문헌
1. ↑  이준희, 디엠씨미디어, 상장 주관사로 신한투자증권 선정, 전자신문, 2023년 12월 5일
2. ↑  신수정, SBS, 자회사 디엠씨미디어 지분 전량 처분 결정, 이데일리, 2022-05-02
3. ↑  오찬미, SBS 관계사 디엠씨미디어, IPO 추진, 더벨, 2023-06-15